# Церква Успіння Пресвятої Богородиці (Львів, Боднарівка)
Церква Успіння Пресвятої Богородиці — культова споруда у Львові на вулиці Максимовича, 2; належить до Львівської архиєпархії УГКЦ. Характерна динамічною, урочистою архітектурою, в якій метафори біблійних змістів поєднані зі східно-християнською образністю.

## Спорудження
Парафія заснована в 1996 році й певний час існувала без власного приміщення для богослужінь. Згодом громада була офіційно зареєстрована і споруджено невелику церкву-каплицю. Згідно інформації, поданій в числі № 6 журналу «Патріархат» за 2013 рік, що ще у 1972 році він дав обітницю стати священиком у випадку одужання від онкологічної хвороби. Після виникнення парафії її священики почали здійснювати опіку над хворими, розташованого на сусідній вулиці Гашека, Львівського державного онкологічного регіонального лікувально-діагностичного центру, а розташування храму, за збігом обставин, пов'язане із одужанням самого Мирослава Солтиса. В архітектурному конкурсі на краще об'ємно-просторове вирішення храму, переміг проєкт старшого викладача кафедри дизайну та основ архітектури Інституту архітектури Національного університету «Львівська політехніка», архітектора Миколи Обідняка, який являв собою модерне переосмислення традиційних мотивів прикарпатської архітектури, з переважанням прямокутної геометрії. Проте, згодом, до реалізації було прийнято проєкт Василя Князика, в якому домінували овальні та циркульні форми. Храм був переосмислений у символіці Ковчегу, та мав отримати велику вертикальну домінанту, яка досягала б висоти сусідніх 9-ти поверхових будинків. Фундамент храму було закладено у 2003 році. До 2007 року були зведені стіни. З огляду на технічну складність, коштовність та естетичну сумнівність попереднього варіанту, від нього, врешті відмовились, а остаточний варіант, із широким куполом, був розроблений В. Фамуляком.  У 2010 році завершено спорудження даху, а у 2012 року встановлено центральний купол храму. 23 листопада 2014 року, за участі митрополита Ігора Возьняка, відбулось освячення престолу та відслужена перша Літургія.

## Архітектура
Об'ємно-просторове вирішення храму характерне цілісним об'ємом, над яким домінує єдиний і головний купол великого діаметру. Це пов'язує образ церкви з традицією Нового християнського Риму — Константинополя — історичного центру східного християнства. Примикання стін і покриття храму виконано у вигляді динамічно зростання арочних склепінь у напрямку купола, що надає споруді більшої стрункості та центричності.
Онтологія образу пов'язана з метафорою Ковчега як простору порятунку та спасіння, яка проглядається також і у вирішенні інтер'єру, значна частина якого — у вигляді дерев'яного дощатого обличкування. Основний об'єм являє собою криволінійну ступінчату структуру, яка опускається в напрямках входу та вівтаря. Утворені таким чином заломи та гнуті дуги надають споруді індивідуальних рис, не пов'язаних з жодними канонічними та традиціоналістськими стереотипами. Фасади будівлі оздоблені медальйонами, в яких розміщено відтворення кількох чудотворних образів Богородиці.

## Настоятелі
- 1996—2014 роки — о. Мирослав Солтис;
- від 2014 року — о. Роман Стефанів.

## Зауваги
1. ↑  Розбудова парафії та проект каплиці стали наслідком діяльності першого настоятеля громади — священика Мирослава Солтиса

## Галерея

Інтер'єр з фрагментами дерев'яного обличкування
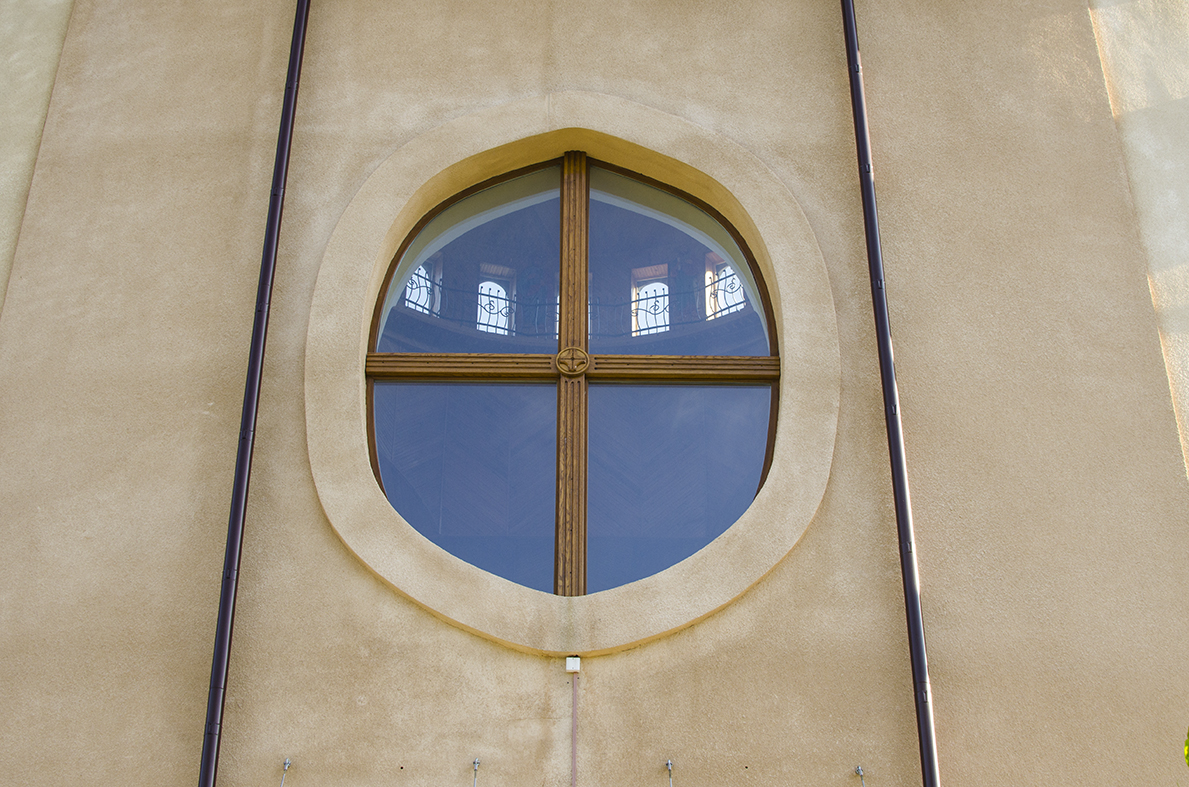
Вікно північного фасаду з видом на барабан купола
Тимчасова каплиця храму
Вид на північний фасад з вулиці Максимовича
Вид знизу на каскадне перекриття
Вид з північного заходу